# Шихан (хребет Шуйда)
Шихан — кварцитовая скала, в седловине между горой Буландиха и хребтом Шуйда.
Расположена в 1,5 км от посёлка Рудничный, возле города Бакала, Саткинский район, Челябинская область.
Существует угроза уничтожения из-за человеческой деятельности.
Название «Шихан» — в переводе с тюркского на русский — островерхая возвышенность, бугор, гребень высоких гор.